# John Salisbury
John Salisbury, född 26 januari 1934 i Birmingham, är en brittisk före detta friidrottare.
Salisbury blev olympisk bronsmedaljör på 4 x 400 meter vid sommarspelen 1956 i Melbourne.